# Horst Jonischkan
Horst Jonischkan (* 19. Mai 1938 in Libau, Lettland; † 31. Oktober 1979 in Rostock) war ein deutscher Schauspieler.

## Leben und Werk
Schon während der Schulzeit engagierte sich Jonischkan bei diversen Schulaufführungen, die seine Leidenschaft für das Theater weckten. Später wurde er hauptamtlicher Pionierleiter, nahm nebenbei privaten Schauspielunterricht bei Marie Borchardt und studierte bis 1961 in Babelsberg an der Hochschule für Film und Fernsehen Potsdam, die er mit einem Diplom beendete.
Schon während seiner Studienzeit debütierte Jonischkan als Darsteller am Deutschen Theater in Ost-Berlin sowie in einer kleinen Nebenrolle als Darsteller vor der Kamera eines DEFA-Spielfilms. Es folgten einige Film- und Fernsehproduktionen für die DEFA und das Fernsehen der DDR, wie beispielsweise der antifaschistische Spielfilm Das Lied vom Trompeter, die ihn bekannt machten.
Neben seinem Wirken als Filmschauspieler gastierte Jonischkan neben dem Deutschen Theater in Berlin auch in Brandenburg, Görlitz und Stendal. Er war bis zu seinem Tod mit der Schauspielerin Else Wolz liiert.

## Filmografie (Auswahl)
- 1960: Notwendige Lehrjahre
- 1961: Das Rabauken-Kabarett
- 1961: Schneewittchen
- 1962: Königskinder
- 1962: Die Entdeckung des Julian Böll
- 1962/1990: Monolog für einen Taxifahrer (Fernsehfilm)
- 1962: Ach, du fröhliche …
- 1962: Das zweite Gleis
- 1963: An französischen Kaminen
- 1963: Beschreibung eines Sommers
- 1963: Verliebt und vorbestraft
- 1963: Blaulicht: Kümmelblättchen (Fernsehserie)
- 1964: Der geteilte Himmel
- 1964: Das Lied vom Trompeter
- 1964: Doppelt oder nichts (TV-Zweiteiler)
- 1965: Die Abenteuer des Werner Holt
- 1965: Der Reserveheld
- 1966: Geheimkommando. 1. Geheimkommando Bumerang (Fernsehfilm)
- 1966: Die Söhne der großen Bärin
- 1966: Alfons Zitterbacke
- 1966: Schwarze Panther
- 1966: Blaulicht – Folge 26: Maskenball
- 1967: Der Revolver des Corporals
- 1967: Kaule
- 1970: Unterwegs zu Lenin (Na puti k Leninu)
- 1972: Reife Kirschen

## Hörspiele
- 1967: Alexander Marodic: Der Mutige (Velko) – Regie: Edgar Kaufmann (Kinderhörspiel – Rundfunk der DDR)